# 園部三郎
園部 三郎（そのべ さぶろう、1906年（明治39年）9月25日 - 1980年（昭和55年）5月25日）は、日本の音楽評論家。

## 人物
1906年9月25日、東京都に生まれる。東京外国語学校仏語科卒業。
1971年、ポーランド政府からショパン研究が認められ、文化功労章を受章する。
1980年5月25日、肺がんのため死去、享年73歳。
1984年、生前に編集委員を務めていた平凡社の『音楽大事典』（全6巻）が完結する。

## 著書

### 単著
- 『音楽と生活』中央公論社、1942年10月。
- 『民衆音楽論』三一書房、1948年2月。
- 『音楽史の断章』三一書房、1948年6月。
  - 『音楽史の断章』音楽之友社〈音楽文庫 第26〉、1952年4月。
- 『音楽の階級性』ナウカ社〈ナウカ講座 30〉、1950年4月。
- 『音楽五十年』時事通信社〈二十世紀日本文明史 8〉、1950年11月。
  - 『音楽五十年』（改訂版）時事通信社、1956年3月。
  - 『音楽五十年』（復刻版）大空社〈音楽教育史文献・資料叢書 第6巻〉、1991年10月。ISBN 9784872367065。
- 『音楽の歴史とその巨匠たち』東和社、1951年10月。
- 『愛と真実の肖像 ショパン評伝』和光社、1954年5月。
- 『演歌からジャズへの日本史』和光社〈現代選書〉、1954年9月。
- 『ショパン』池田かずお絵、講談社〈世界伝記全集 32〉、1956年1月。
- 『東ヨーロッパ紀行 音楽・民族・社会』平凡社、1956年12月。
- 『日本民衆歌謡史考』朝日新聞社、1962年8月。
  - 『日本民衆歌謡史考』朝日新聞社〈朝日選書 164〉、1980年8月。
- 『幼児と音楽 なにが大切なのか』中央公論社〈中公新書 215〉、1970年4月。
- 『下手でもいい、音楽の好きな子どもを』音楽之友社、1975年10月。
  - 『続 下手でもいい、音楽の好きな子どもを』音楽之友社、1979年8月。
  - 『下手でもいい、音楽の好きな子どもを』（新装版）音楽之友社〈もういちど読みたい〉、1999年5月。ISBN 9784276213883。
- 『子どもをテレビからとりもどせ！』音楽之友社〈On books 7〉、1976年11月。
- 『日本人と音楽趣味』大月書店〈国民文庫 現代の教養 836〉、1977年8月。
- 『おとなはみな子どもの時を忘れている 教育についての対話』音楽之友社、1978年3月。
- 『ショパン その愛と生涯』日本放送出版協会〈NHK音楽シリーズ 1〉、1979年9月。
- 『自立せよ、音楽教育』音楽之友社、1980年7月。

### 編集
- 『学生歌集』学生社、1956年4月。
- 『中学校音楽科の新教育課程』国土社〈新教育課程双書 中学校篇 6〉、1958年11月。
- 『小学校音楽科の新教育課程』国土社〈新教育課程双書 小学校篇 6〉、1958年12月。
- 『新しい音楽教室』新評論、1959年1月。
- 『日本歌唱集』中央公論社、1970年11月。

### 翻訳
- ジュール・コンバリゥ『音楽の法則と進化』創元社、1942年11月。
  - ジュール・コンバリゥ『音楽の法則と進化』（再版）創元社、1947年2月。
  - ジュール・コンバリゥ『音楽の法則と進化』（改訂版）創元社、1952年12月。

### 共著
- 園部三郎、山住正己『日本の子どもの歌 歴史と展望』岩波書店〈岩波新書〉、1962年11月。ISBN 9784004150480。

### 共編
- 園部三郎・笹谷栄一朗編 編『学生歌集 第2集』学生社〈学生社新書〉、1956年。
- 園部三郎・高尾正編 編『教師の実践記録 音楽教育』三一書房、1957年5月。
- 園部三郎・佐藤允彦訳編 編『ポーランド民謡集』学生社、1960年4月。
- 園部三郎・笹谷栄一朗編 編『学生歌集 第3集』学生社〈学生社新書〉、1962年。